# Salomé (Franz von Stuck)

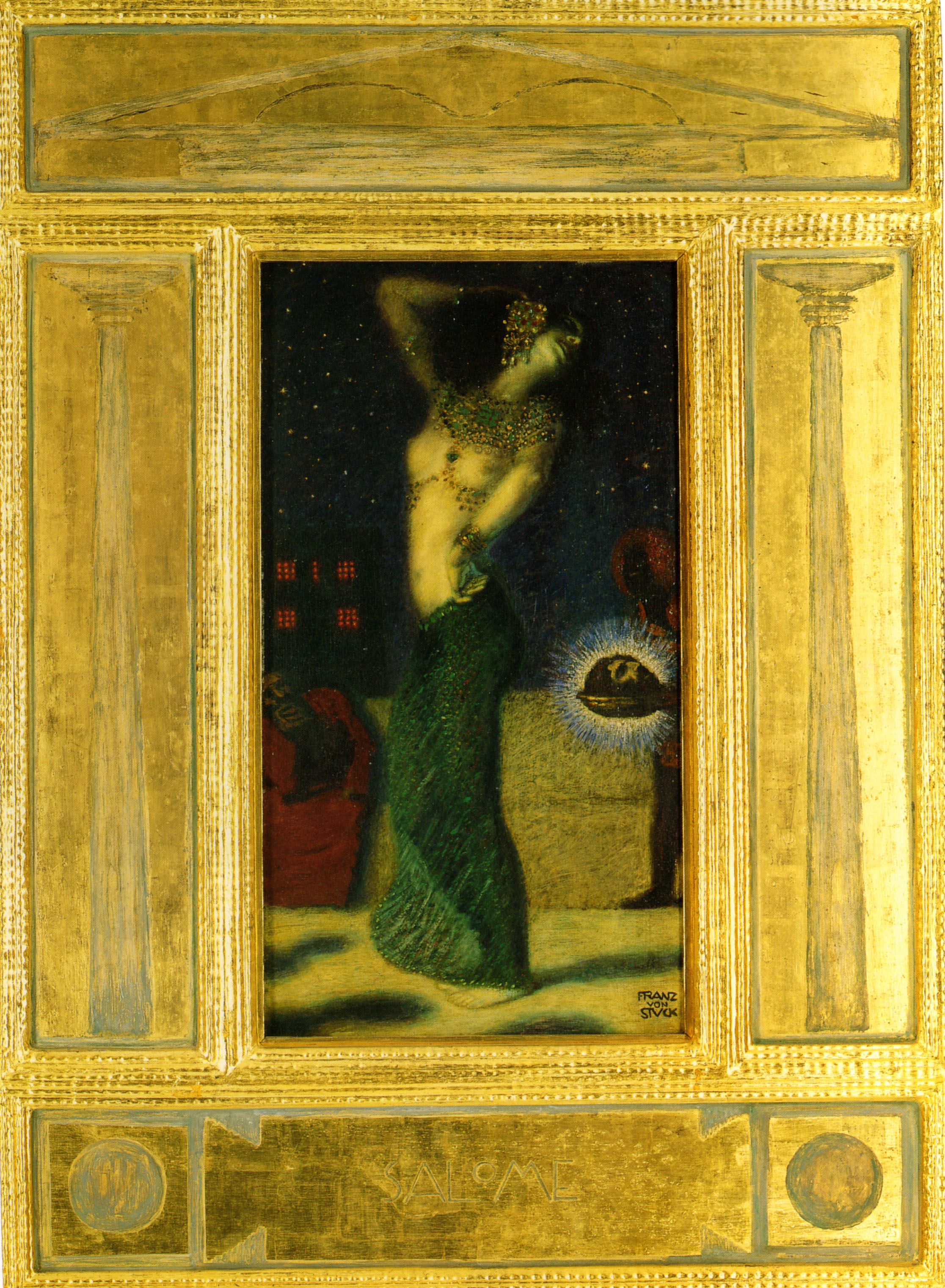
Salomé, Dresde.

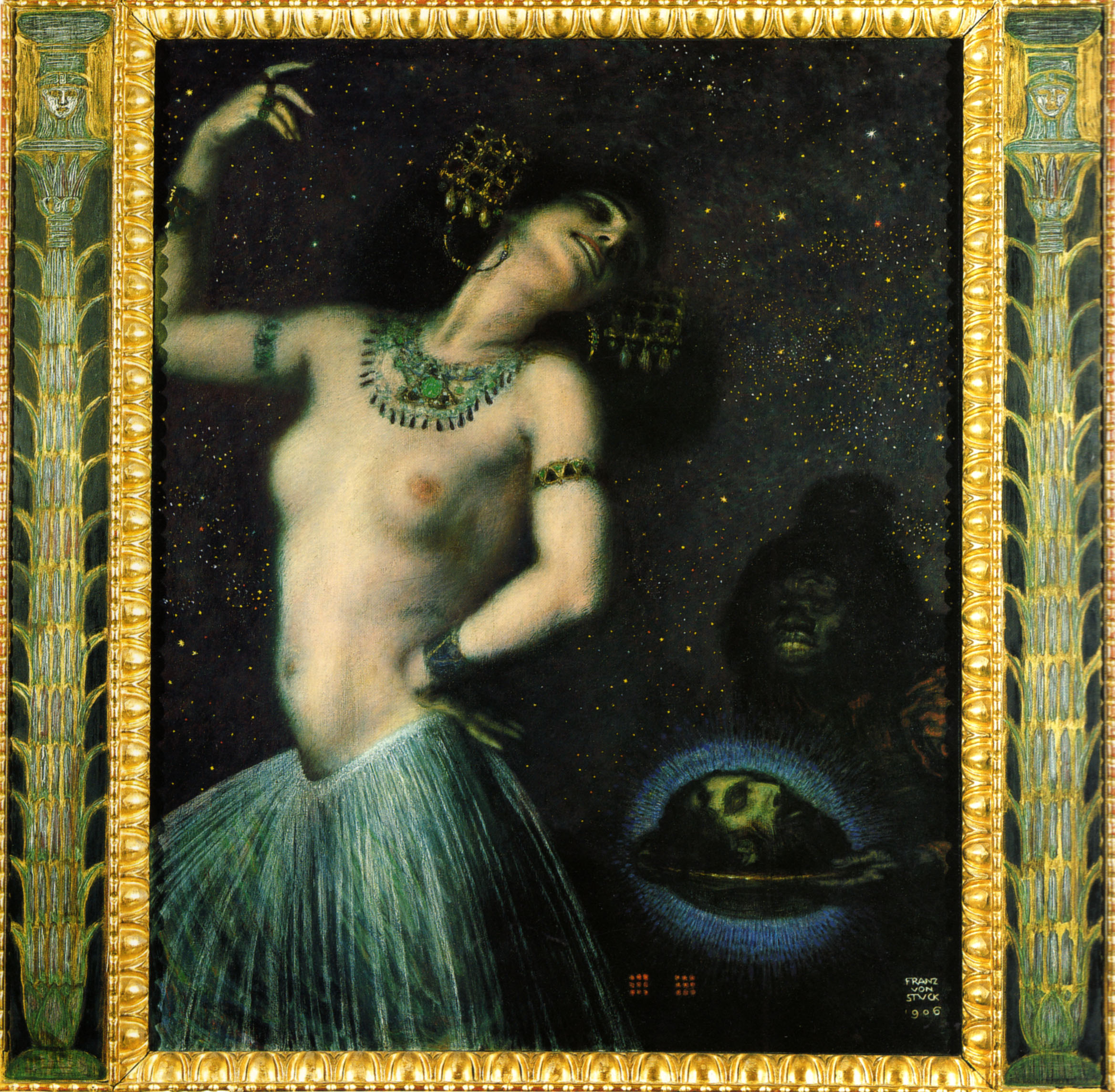
Salomé, Múnich.

Salomé es el título de dos cuadros del pintor alemán Franz von Stuck de 1906, falta un tercer cuadro desde la Segunda Guerra Mundial. La figura histórico-bíblica de Salomé, hija de Herodías y nieta de Herodes el Grande, está representada como una bailarina a la que se le lleva la cabeza cortada de Juan el Bautista. Franz von Stuck se inspiró, especialmente, en una obra de Oscar Wilde que se centra en Salomé como "mujer fatal".
Stuck pintó a Salomé en un pequeño retrato de cuerpo entero y en un retrato de tres cuartos más grande. El primero tiene 45,7 cm × 24,7 cm y estuvo en la galería Neue Meister de Dresde de 1953 a 1991. El trabajo fue transferido en 1991. El segundo con 115,5 × 62,5 cm es propiedad de la Städtische Galerie im Lenbachhaus en Múnich y forma parte de la exposición permanente allí.

## Descripción
Las principales diferencias entre las dos imágenes son algún detalle, el tamaño y el formato. La pintura anterior y más pequeña muestra a Salomé de cuerpo entero, la bailarina descalza y detalles al fondo. La pintura más grande, sin embargo, muestra solo una sección: la bailarina se muestra más de cerca, en un retrato de tres cuartos que comienza por encima de las rodillas. La parte superior del cuerpo y la cara se mueven aún más hacia el centro de la imagen, mientras que ella misma se desplaza un poco hacia la izquierda desde el centro.
En el centro de ambos cuadros se muestra a Salomé como una joven bailarina. La parte superior del cuerpo de la mujer está desnuda, mientras que el cuello, el escote, el cabello y los brazos están adornados con joyas de oro con piedras preciosas. Una falda verde hecha de tela muy ligera se ata alrededor de las caderas, a través de la cual se perfilan los contornos de las caderas y las piernas. En ambas imágenes, Salomé apoya su brazo izquierdo en la cadera. El brazo derecho se levanta; en la imagen de gran formato el brazo aparece extendido horizontalmente, el antebrazo se estira hacia arriba en un ángulo de 45 grados y la mano cae en un gesto abierto hacia la cara, mientras que en la imagen de pequeño formato la mano agarra el cabello en una posición más natural. En ambas imágenes, la cabeza está inclinada hacia atrás sobre el hombro izquierdo, de modo que la bailarina mira hacia un lado y muestra al espectador la barbilla.
En ambas imágenes hay un sirviente a la izquierda detrás de la bailarina. Esta figura de piel oscura observa a Salomé con la cabeza ligeramente inclinada y los ojos fijos. Presenta la cabeza cortada de Juan el Bautista en una bandeja de oro, que está rodeada por un halo azul brillante haciéndola resaltar fuertemente.
El fondo consiste en un cielo nocturno negro con brillantes estrellas doradas, rojas y blancas. En el retrato de cuerpo entero, la parte inferior está ocupada por un banco de piedra detrás del cual se pueden ver las siluetas de casas con ventanas iluminadas en rojo, y en la parte inferior el suelo iluminado con sombras de otros presentes cayendo sobre él. Estos elementos ponen la escena en una perspectiva espacial. Hay otra persona sentada en el banco en el borde izquierdo de la imagen. Esta persona vestida de rojo es Herodes Antipas, que observa atentamente a la bailarina. Otras diferencias en las imágenes se refieren a los detalles de las joyas y la representación del sirviente.
Los marcos también son elementos esenciales de la pintura y fueron diseñados por Franz von Stuck. El retrato de cuerpo entero está completamente rodeado por un marco dorado muy amplio formado por cuatro paneles. En las dos partes laterales, se muestran columnas ahusadas hacia arriba, cuyos capiteles sostienen el elemento superior del marco con la representación de friso y frontón. Debajo de la imagen está el nombre "SALOME" en un área modelada en una etiqueta, así como adornos cuadrados con un círculo en cada lado. El retrato de tres cuartos está enmarcado con un borde dorado estrecho y tiene paneles más anchos en los lados, a través de los cuales la imagen realmente rectangular forma una superficie cuadrada junto con el marco. En los elementos laterales se encuentran pilares hechos de haces de papiro, que terminan en la parte superior con capiteles sobre los que descansan cabezas de Medusa.

## Trasfondo bíblico
Herodes Antipas se casó con su cuñada Herodías en segundas nupcias. Juan el Bautista criticó este hecho, que, según la narración bíblica del Nuevo Testamento provocó su asesinato. En estos eventos no aparece el nombre de la princesa, pero forman la base de la leyenda posterior de Salomé. Según esto, Herodías deseaba la muerte de Juan, pero Herodes se negó a que lo mataran. Con motivo de la celebración del cumpleaños de Herodes, la hija de Herodías realizó una danza con la que cautivó tanto a los presentes que Herodes le juró: “ Lo que me pidas te lo daré hasta la mitad de mi reino. “  La joven le preguntó a su madre qué debería desear y ella susurró su propio deseo. Debería pedir la cabeza de Juan. Como Herodes Antipas “había prestado juramento delante de todos los invitados, no quiso rechazar su solicitud. “  Hizo decapitar a Juan y le llevó la cabeza a la bailarina en una bandeja.

## Origen e interpretación

### inspiración
La inspiración para la representación de Salomé se remonta a inicios del siglo XX y su auge de la mujer fatal basada en modelos bíblicos. Fue un motivo repetido tanto en la música como en la literatura y el arte de la época. La novela A contrapelo del poeta Joris-Karl Huysmans, cuya descripción de Salomé fue la inspiración para la ropa ligera, puede haber tenido una influencia significativa:
Su pecho se levanta, y al tocar el collar que se arremolina en un círculo, los senos se elevan. Los diamantes brillan sobre la piel joven. Sus pulseras, su cinturón, sus anillos lanzaban chispas brillantes. 

La ópera Salomé de Richard Strauss estrenada en 1905, y el drama Salomé de Oscar Wilde fueron una influencia decisiva en Franz von Stuck y otros artistas de la época. Sobre todo la pieza de Wilde, en la que, como en el cuadro de Stuck, un criado negro presenta la cabeza en bandeja de plata y en donde la joven bailarina alcanza el mayor éxtasis sexual a través de la muerte del Bautista, lo que Stuck captura en su pintura según la interpretación de Nadine Stine.

La bailarina canadiense Maud Allan representó a Salomé en su performance The Vision of Salome entre 1905 y 1907 logrando un gran éxito en Europa, incluso en Múnich con una actuación cerrada y censurada. Las dos representaciones de Judit con la cabeza cortada de Holofernes de Gustav Klimt de 1901 y 1909 también pueden clasificarse en esta serie, aunque retoman un motivo bíblico diferente pero muy similar. La Judit representada es mostrada con el pecho desnudo, al igual que la Salomé de Stuck, y por lo tanto se parece más a esta que a la Judit que se encuentra en representaciones más antiguas. Incluso poco después de que se presentara Judit II de Klimt, a menudo se la llamaba Salomé, a veces los autores que conocían el título original pero lo consideraban inapropiado.

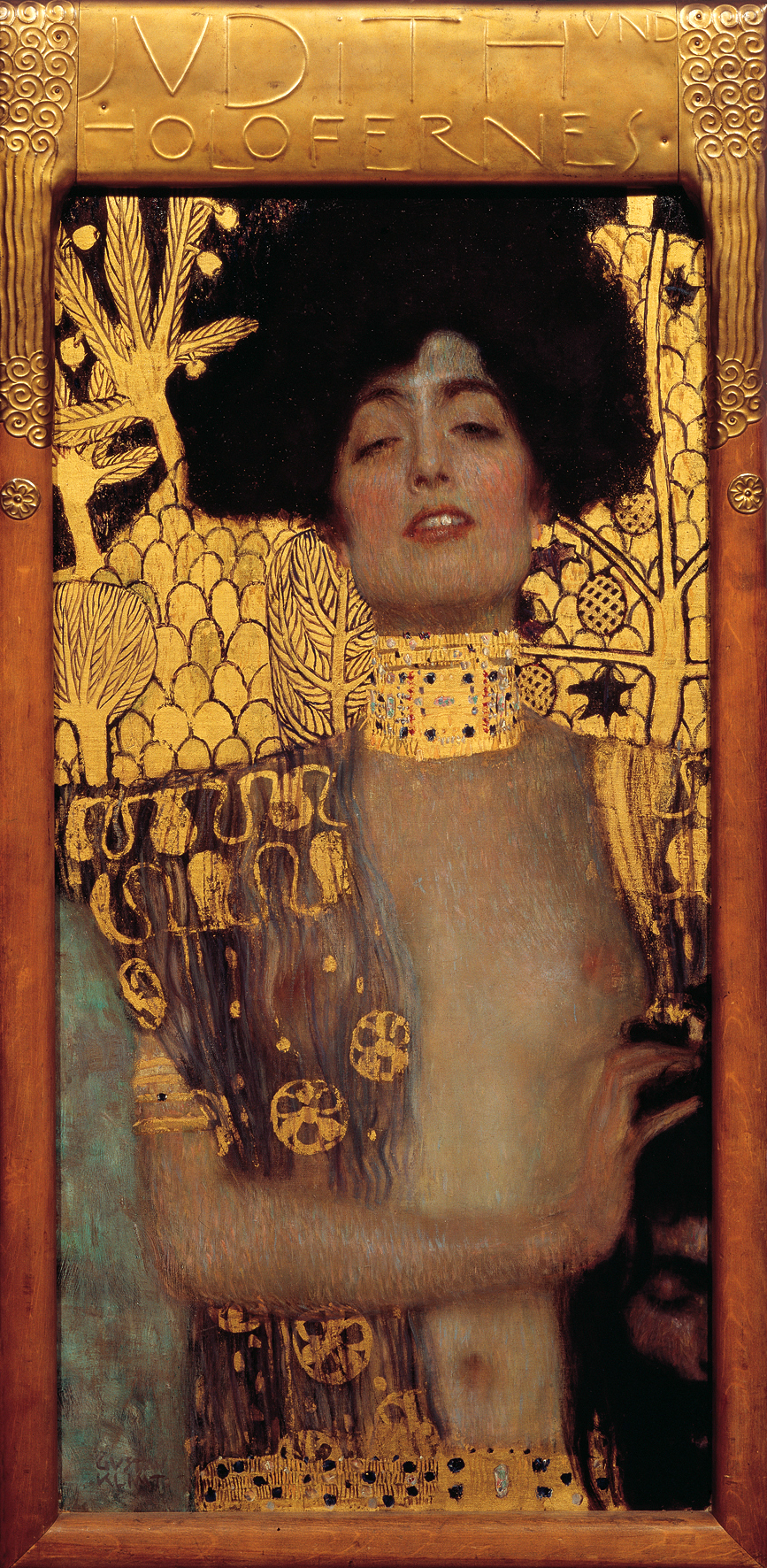
Gustav Klimt : Judit con la cabeza de Holofernes, 1901.
Gustav Klimt: Judit II, 1909.
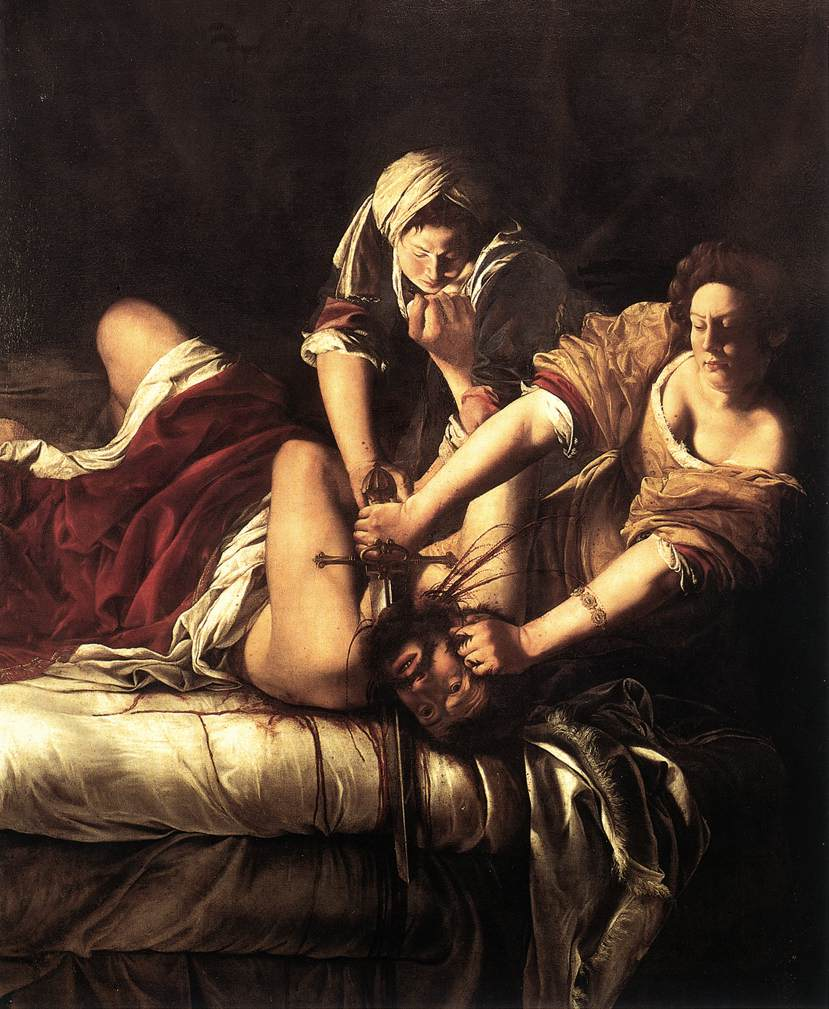
Artemisia Gentileschi : Judit decapita a Holofernes, 1612/1613.

### Origen y clasificación en la obra del artista
Franz von Stuck utilizó fotografías como base para las pinturas. Una modelo posó en el papel de Salomé, pero él mismo asumió el papel de sirviente. Ya lo había hecho en pinturas anteriores. Fue modelo para el cuadro Kampf ums Weib (1905) como uno de los luchadores y para Disonancia (1910) en el papel de Pan el fotógrafo, probablemente su esposa Mary, por regla general.

Según la tesis del crítico de arte Hans Hofstätter, la femme fatale y especialmente Salomé fueron los símbolos sociales del cambio de siglo y, por tanto, el doble del artista, que también sabe que se está prostituyendo y revelando sus sentimientos y secretos más sagrados a bajo precio.   Al posar para el sirviente, él mismo se convierte en un mirón en la pintura. 

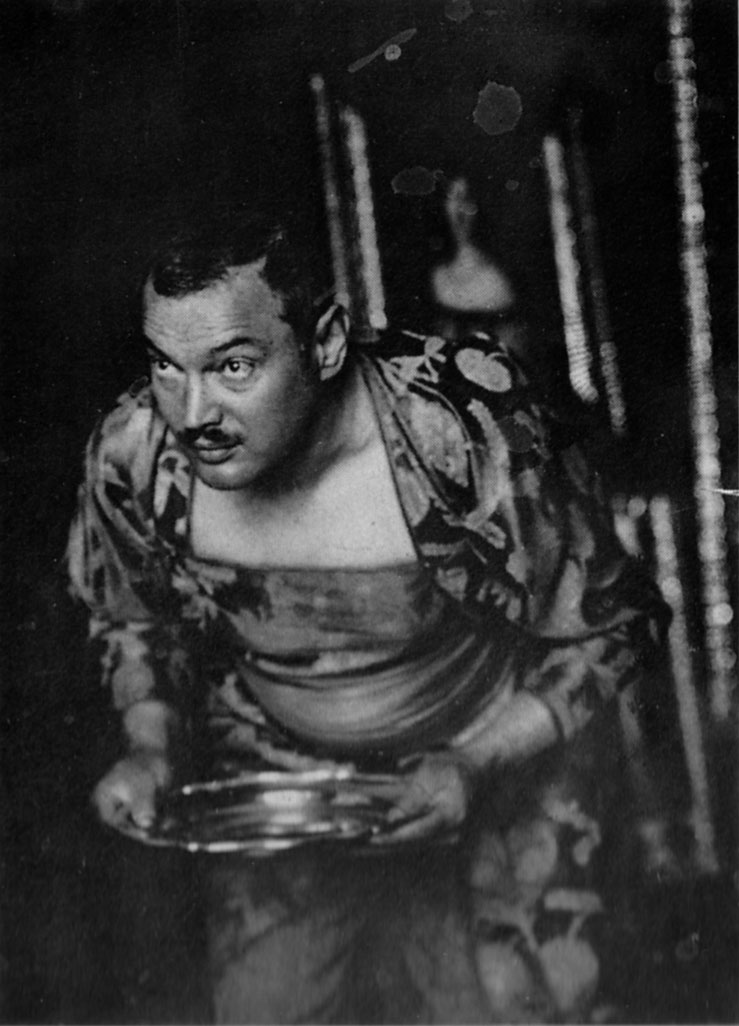
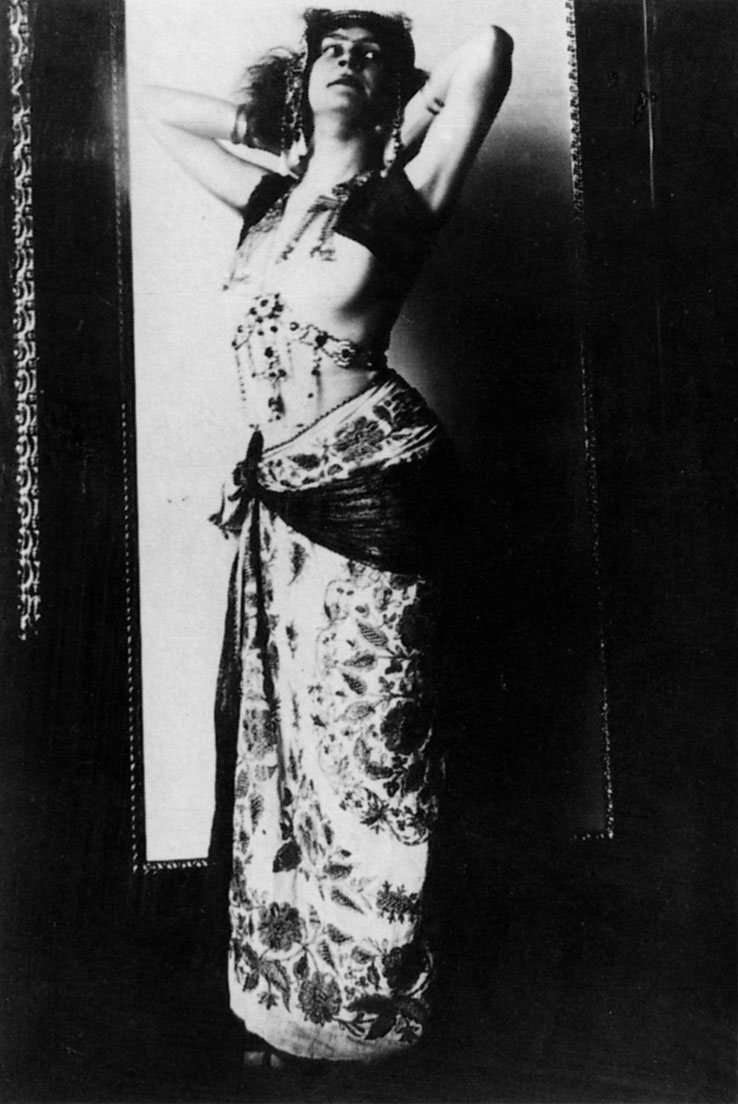
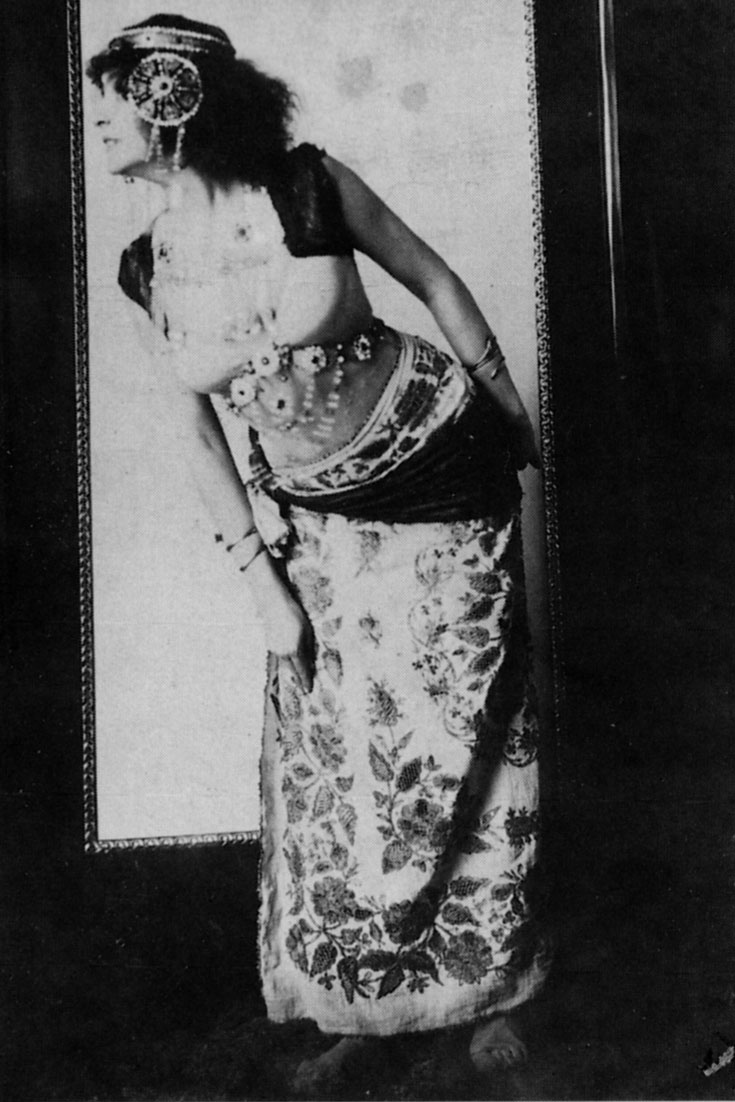
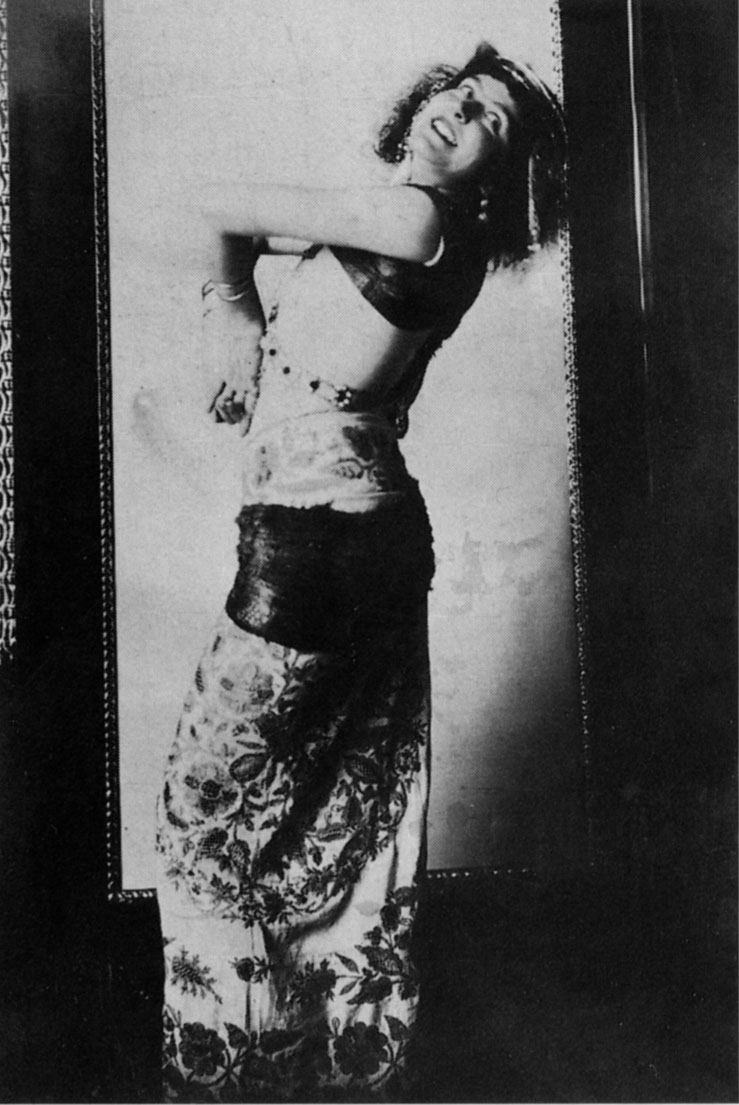

En la obra de Franz von Stuck, la femme fatale se puede encontrar en varias pinturas entre las que se pueden clasificar las representaciones de Salomé. Incluyen principalmente las obras El pecado de 1893, Esfinge de 1904 y Amazona herida de 1905.

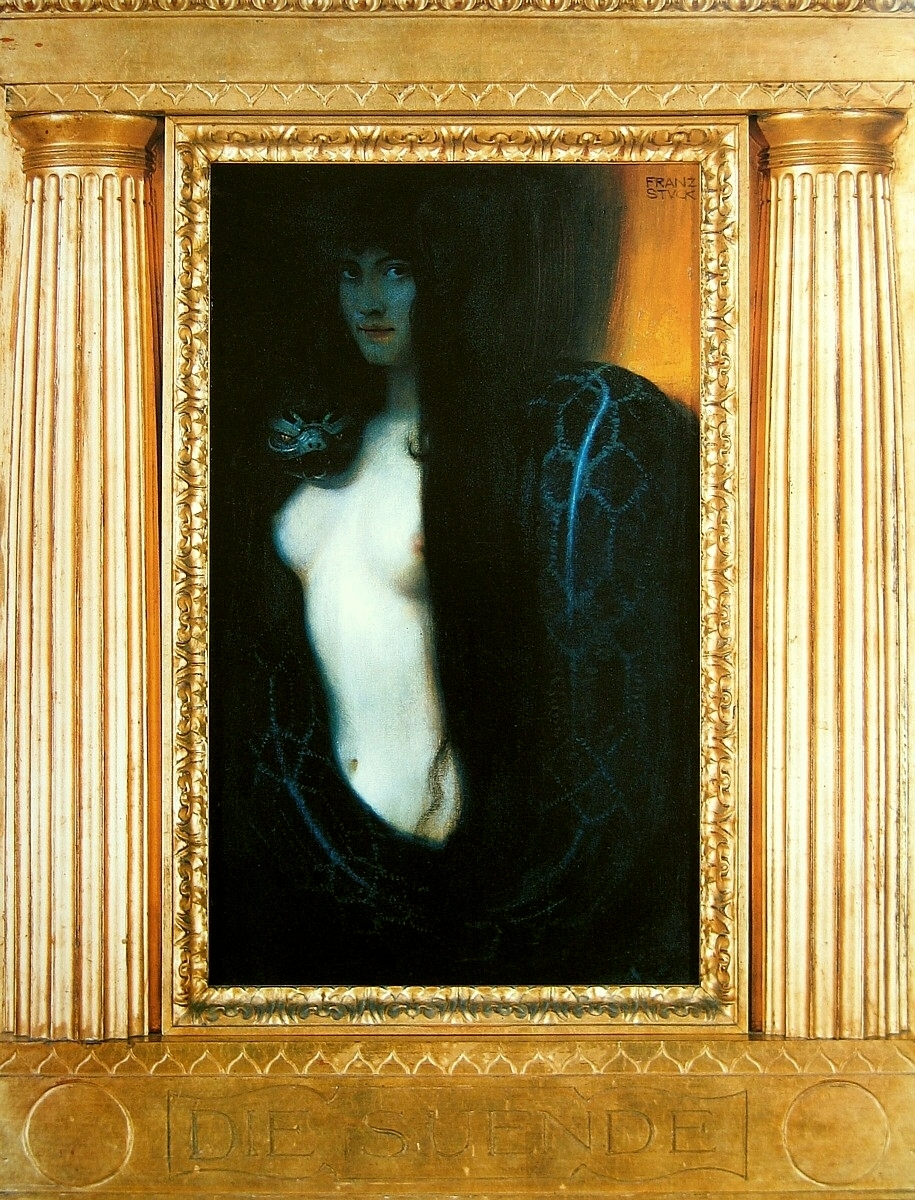
El pecado, 1893.
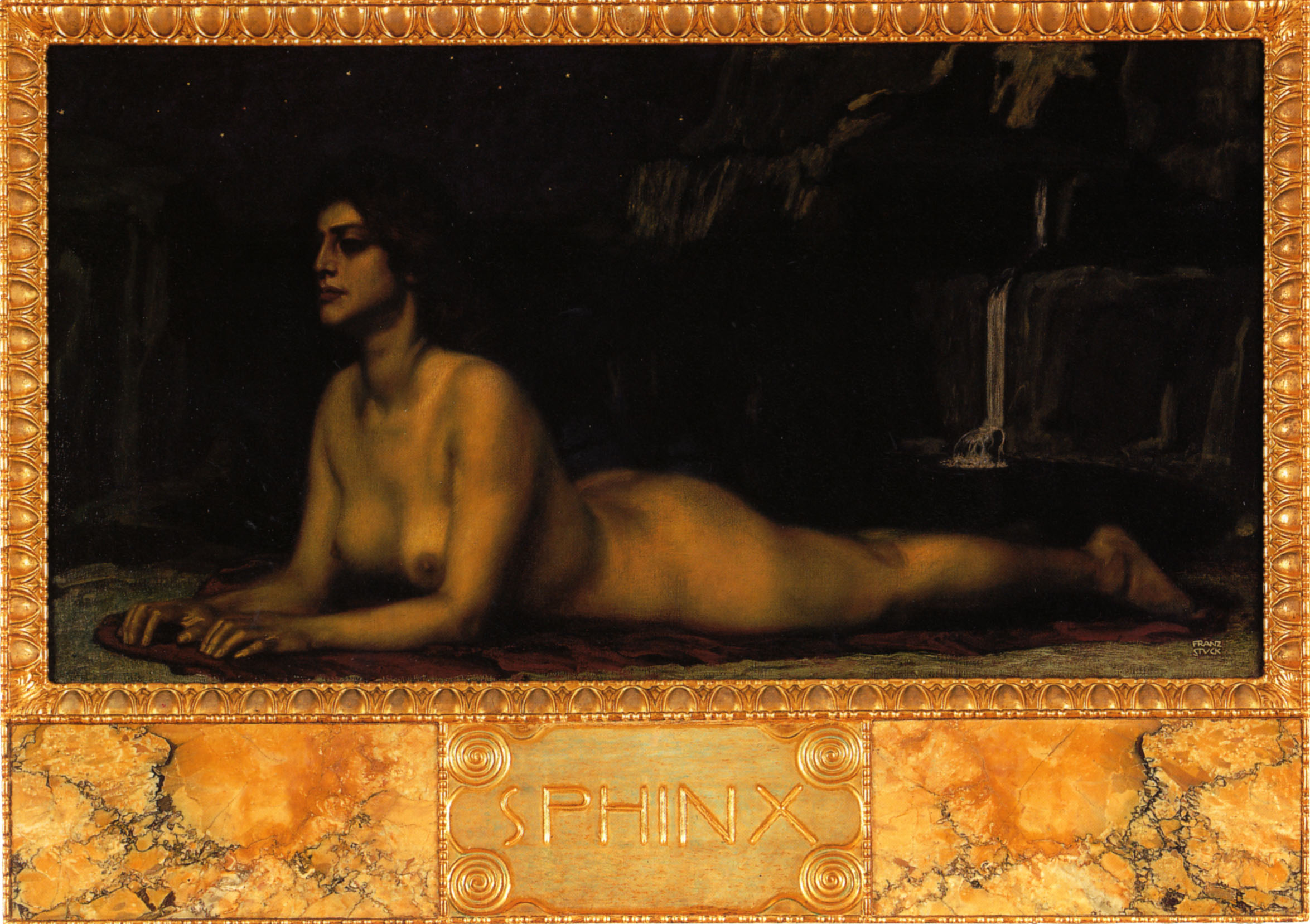
Esfinge, 1904.
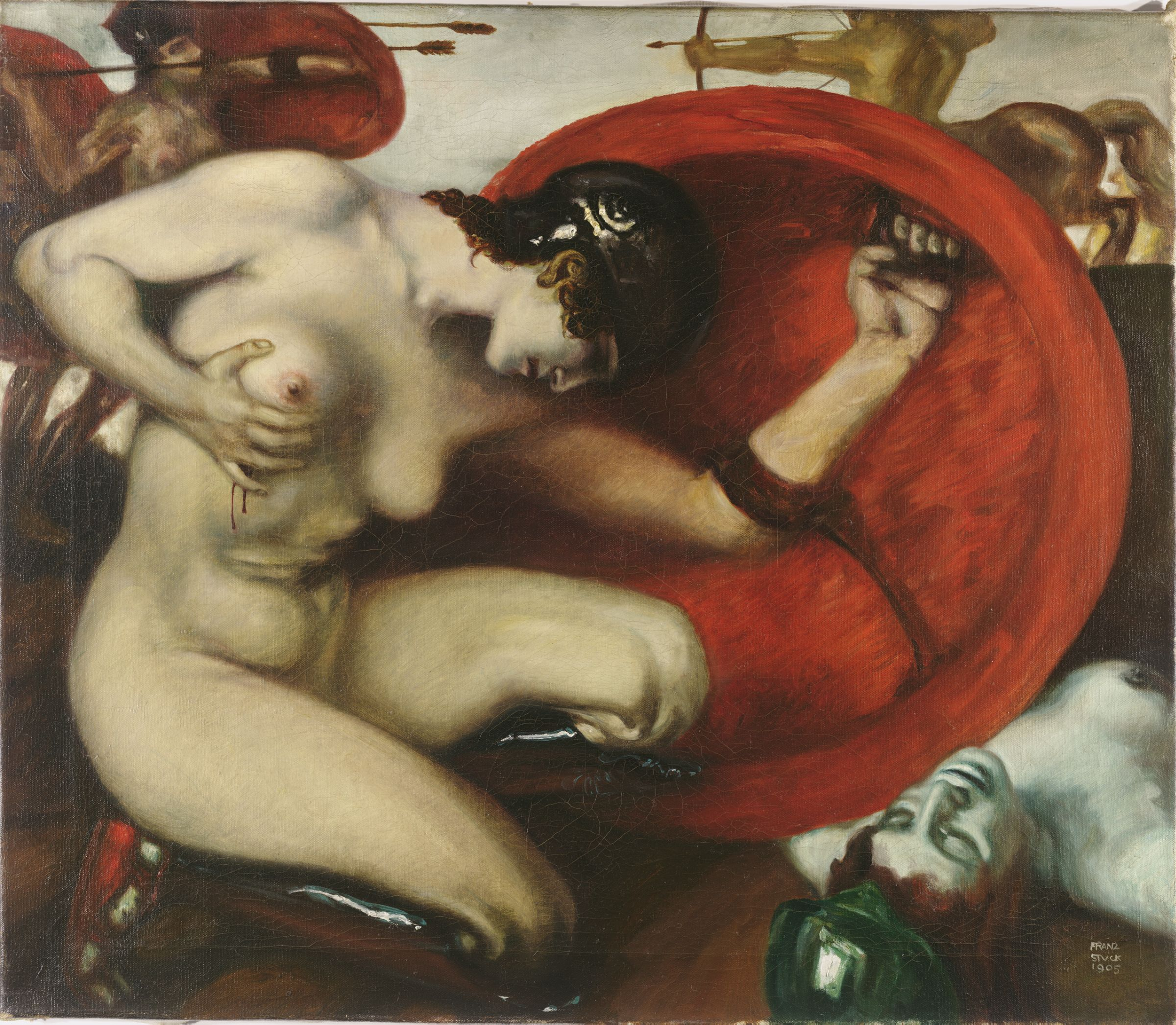
Amazona herida, 1905.